# 咖喱辣椒
《咖喱辣椒》，是香港喜劇巨星周星馳與樂壇巨星張學友於1990年主演的電影，由已故特技人柯受良當導演。該片亦是周星馳與張學友繼《最佳女婿》後合作的第二部喜劇電影。

## 劇情
咖喱與辣椒同乃尖沙咀警區探員。電視台記者羅祖兒為拍攝警隊實況，便與咖喱、辣椒結識，跟隨二人四處偵查，祖兒與咖喱往來漸密，卻惹起辣椒不滿。
咖喱、辣椒二人得到線人拾仔的線報，追查一宗菲律賓退役軍人走私軍火案，並拘捕了中間人喪狗，卻不料喪狗原是政治部線人。咖喱、辣椒因打草驚蛇，引致喪狗被菲律賓殺手所殺，而咖喱亦被槍傷。拾仔為追查此案線索，亦慘被殺害，走私販決定將軍火搬上貨船，逃出公海，免被追捕，咖喱與辣椒雖被警方停職，但仍不顧一切，黑夜追出海上，在貨船上與匪徒決一死戰。

## 演員表
未按演員表顺序
| 演員   | 角色            | 粵語配音 |
| 張學友 | 李加 / 咖喱     | 張學友   |
| 周星馳 | 招文強 / 辣椒   | 周星馳   |
| 柏安妮 | 羅祖兒 / 世界波 | 何嘉麗   |
| 曾志偉 | 拾仔 / 小十     | 馮永和   |
| 黄炳耀 | 周長官          |          |
| 柯受良 | 鮑魚刷          |          |
| 程守一 | 喪狗            |          |
| 岑建勳 | 勁哥            | 盧雄     |
| 丁家強 | 政治部馬 Sir    | 盧雄     |
| 周美茵 | 安娜            |          |
| 劉偉強 | 便衣探員        |          |
| 陳可辛 | 路人            |          |

## 外部連結
- 開眼電影網上《咖喱辣椒》的資料（繁體中文）
- 豆瓣电影上《咖喱辣椒》的資料 （简体中文）
- 香港影庫上《咖喱辣椒》的資料（繁體中文）
- 时光网上《咖喱辣椒》的資料（简体中文）
- AllMovie上《咖喱辣椒》的资料（英文）
- 爛番茄上《咖喱辣椒》的資料（英文）
- 互联网电影数据库（IMDb）上《咖喱辣椒》的资料（英文）